# Florin Valeriu Răducioiu
Florin Valeriu Răducioiu (Bucarest, 17 de març, 1970) és un exfutbolista romanès dels anys 90 que jugava en la posició de davanter.

## Trajectòria
Producte del futbol base del Dinamo Bucureşti, tingué una brillant trajectòria per les principals lligues europees a clubs com AC Milan, Brescia Calcio, West Ham United FC, RCD Espanyol, VfB Stuttgart i AS Monaco FC.
L'any 1994 fou fitxat pel RCD Espanyol on romangué dues temporades. Fitxà pel West Ham United FC el 1996, però no s'adaptà al futbol anglès i retornà a l'Espanyol la mateixa temporada.
Amb la selecció de Romania disputà els Mundials de 1990 d'Itàlia, de 1994 als Estats Units, i a l'Eurocopa de Nacions d'Anglaterra 1996.